# Ernst Sandau

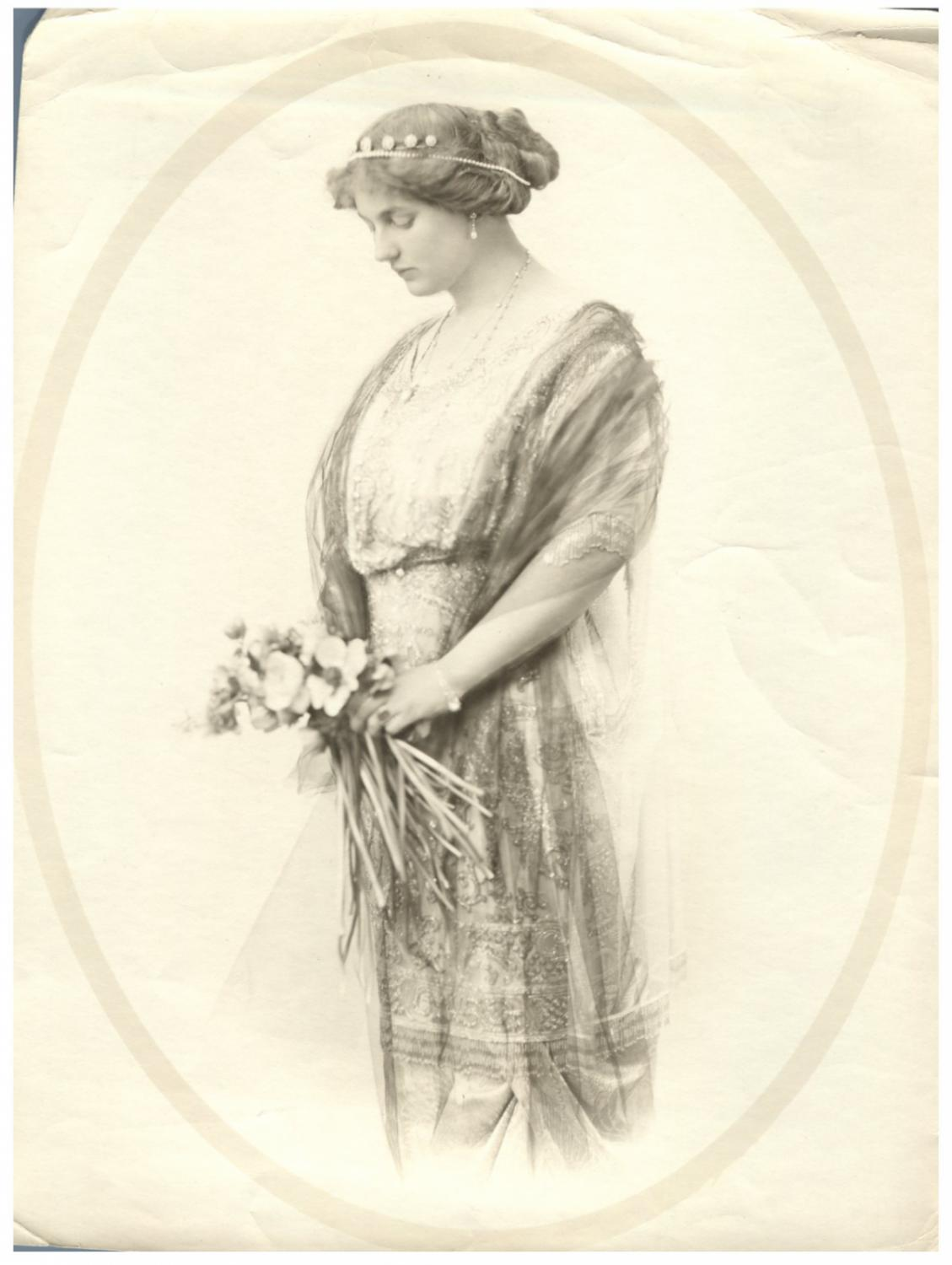
Porträt der Prinzessin Alexandra Viktoria von Schleswig-Holstein-Sonderburg-Glücksburg, um 1913

Ernst Sigfrid Sandau, gebürtig Petersson (* 15. Januar 1880 in Lars, Linköping; † 31. Mai 1918 in Berlin-Grunewald) war ein Fotograf.

## Leben
Über Ernst Sandaus Leben ist nur wenig bekannt. Ungefähr 1905 nach Berlin gelangt, etablierte er sich dort als Porträtfotograf. 1910 übernahm er vom Fotografen Erich Sellin dessen Studio im Haus Unter den Linden 19 (heute Nr. 41).
Sandau war königlich schwedischer Hoffotograf und Zivilingenieur. Von 1909 bis 1916 war er mit Cornelia von Schmoller verheiratet. Frisch geschieden, heiratete seine Exfrau Pierre Schrumpf-Pierron.
Zwei Tage vor seinem Tod ehelichte er die geschiedene Eva Blumann geb. Erfurth. Er starb im Sanatorium Grunewald.
Zuletzt lebte er in dem Haus, in welchem er sein Studio betrieb.
Sandaus Fotoatelier wechselte nach seinem Tod mehrfach den Besitzer, es wurde u. a. von Suse Byk genutzt.

## Werke (Auswahl)

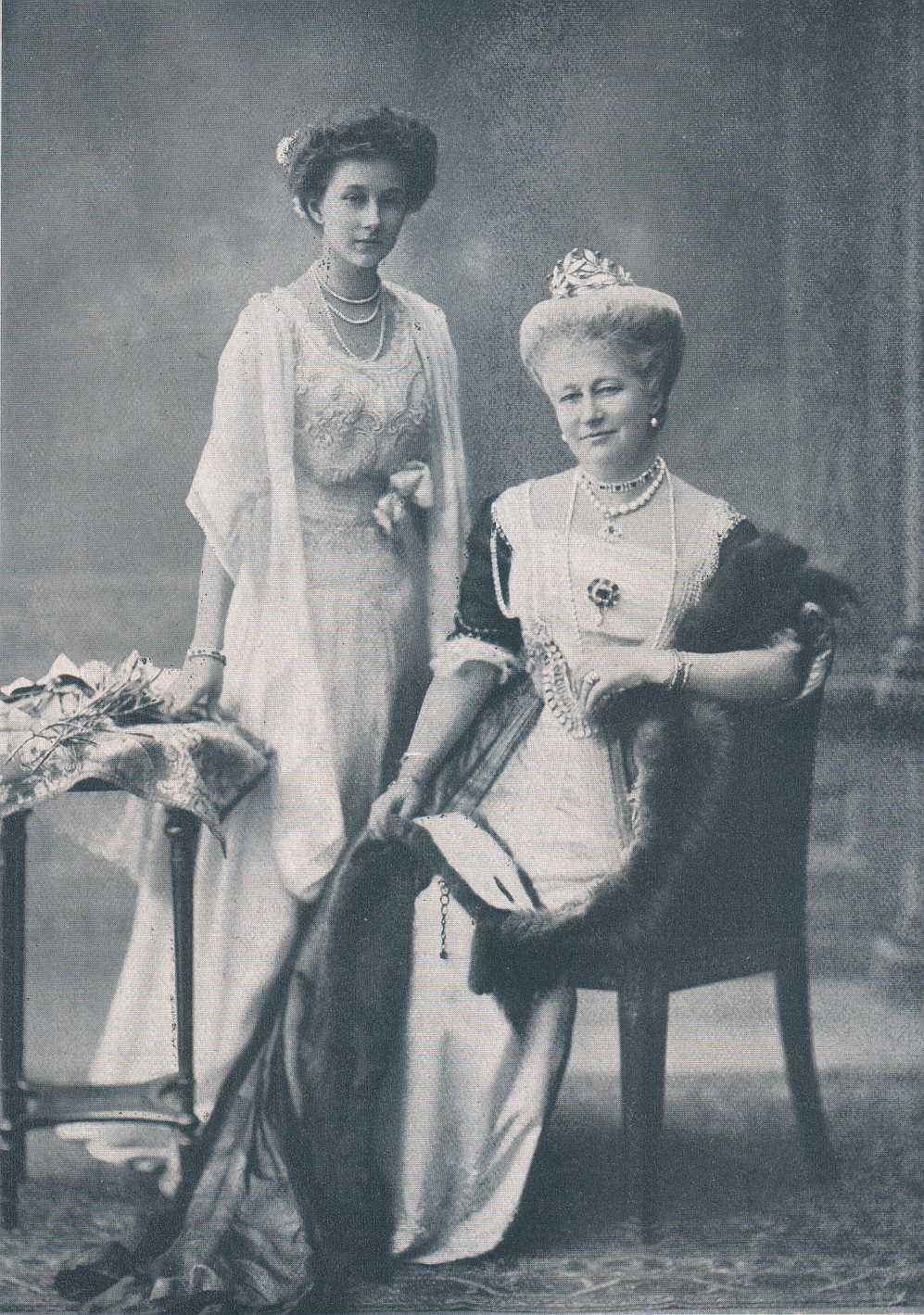
Kaiserin Auguste Viktoria und Tochter Viktoria Luise
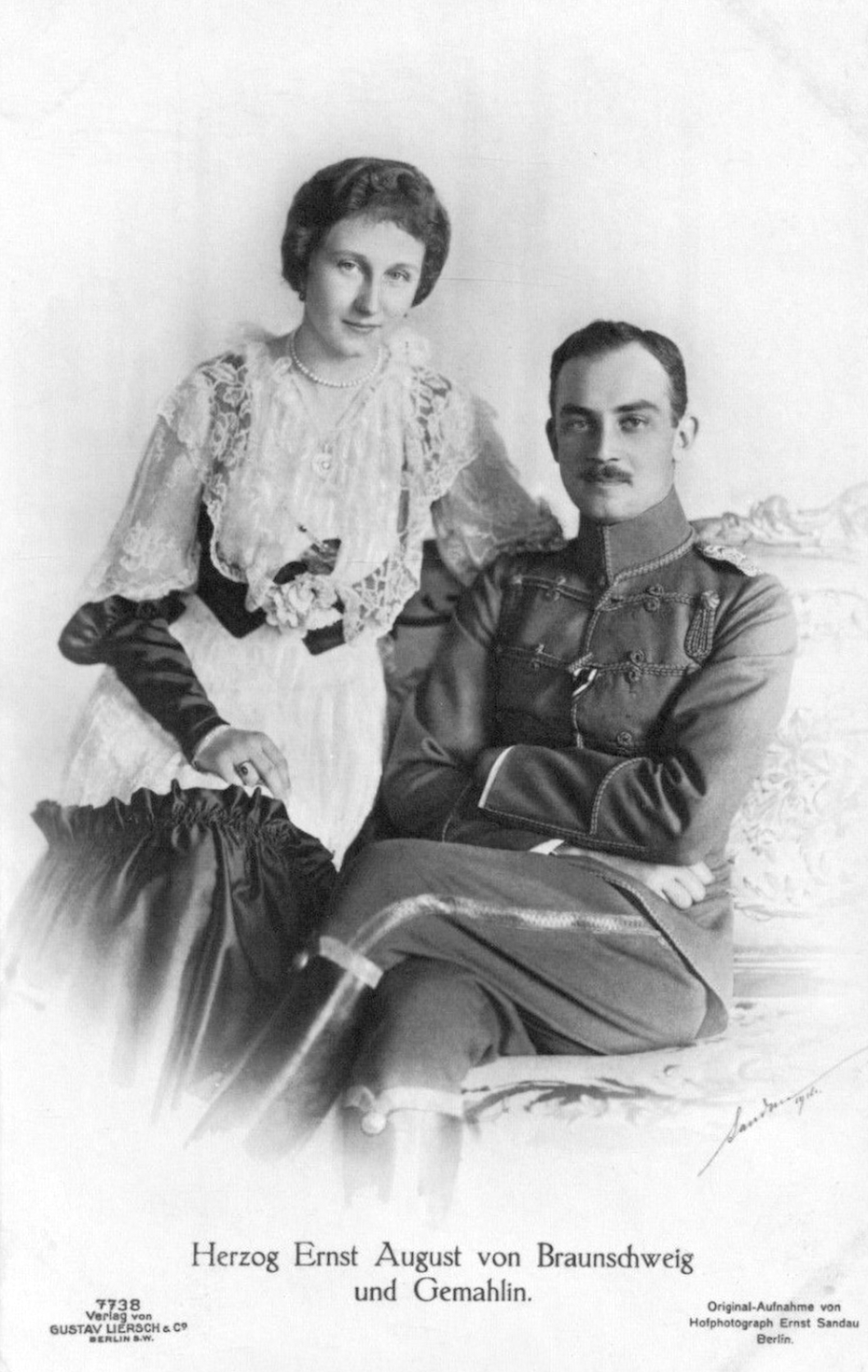
Herzog Ernst August und Herzogin Viktoria Luise zu Braunschweig
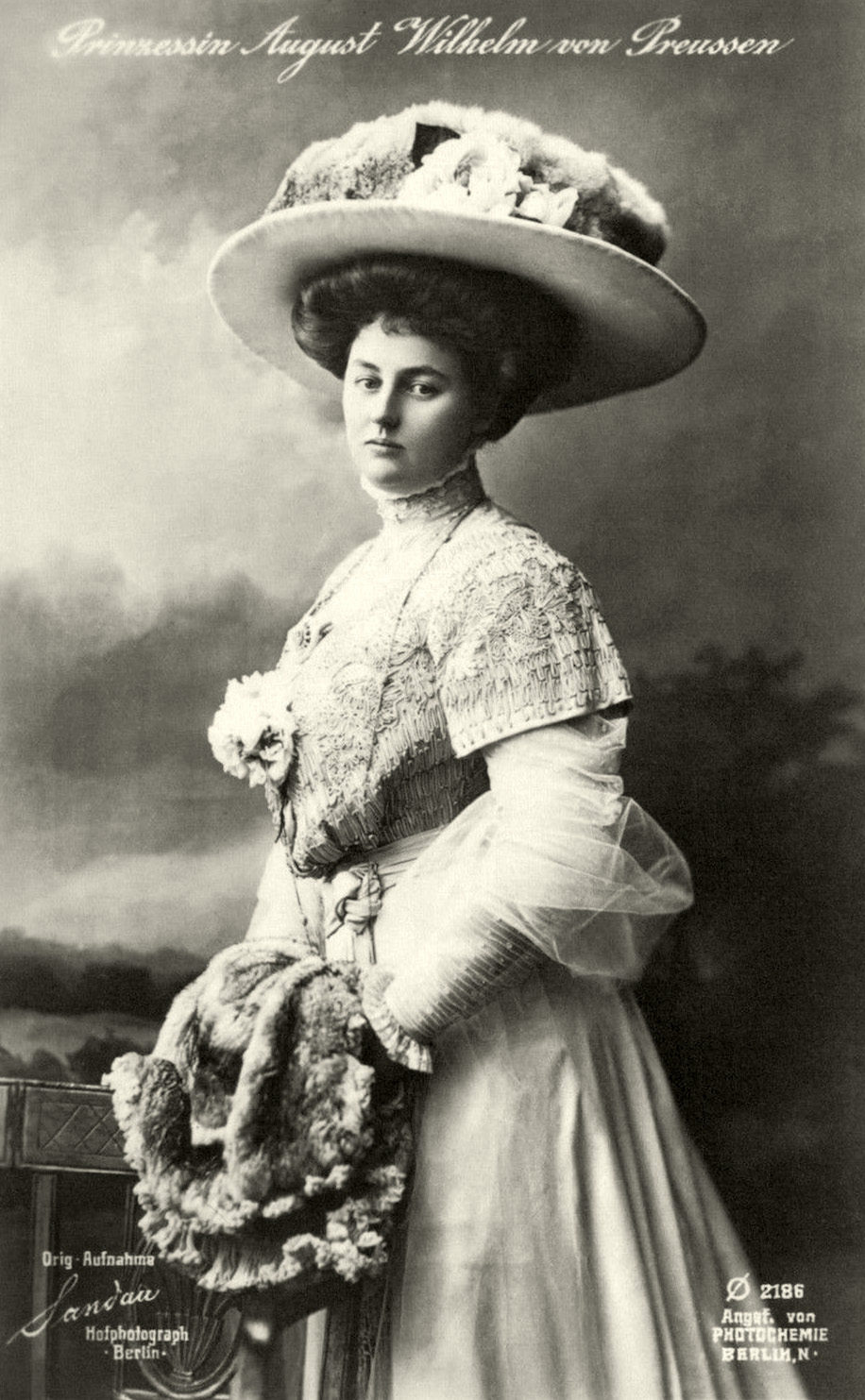
Alexandra Viktoria Prinzessin von Preußen
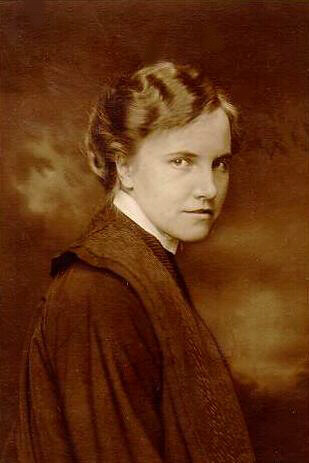
Adelheid Prinzessin von Preußen
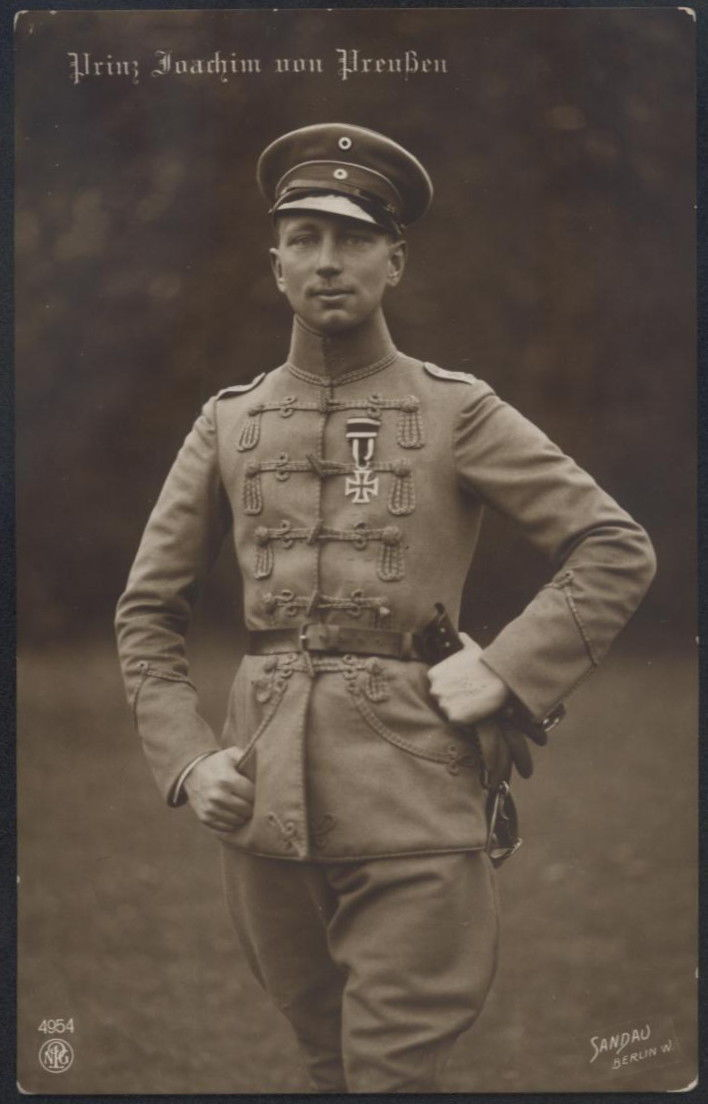
Joachim Prinz von Preußen
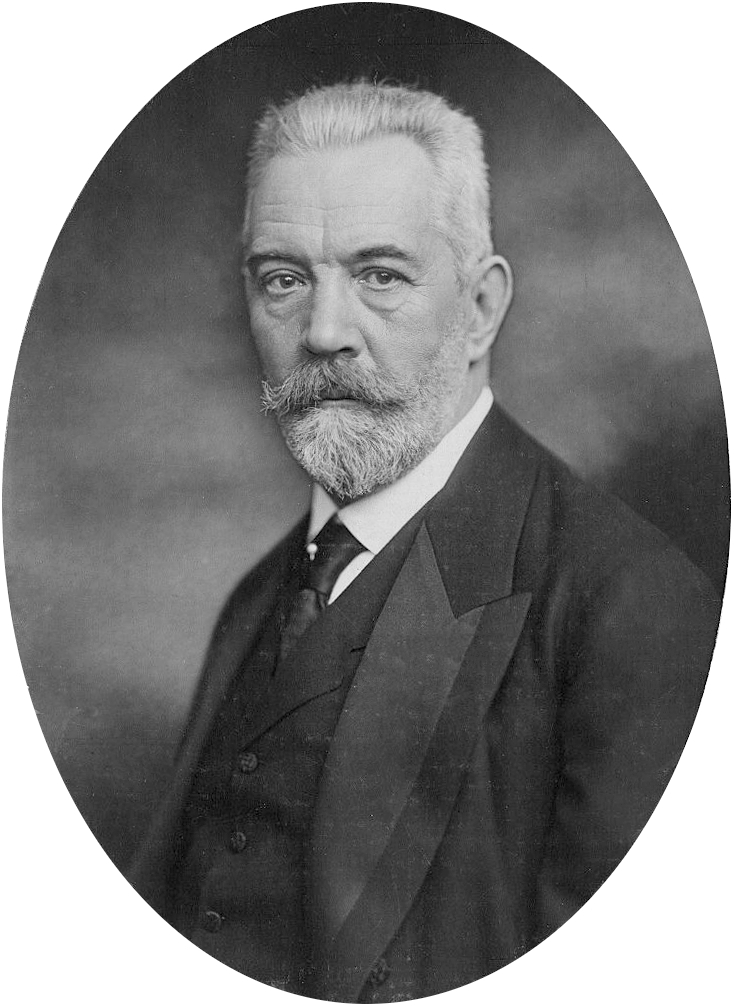
Reichskanzler Theobald von Bethmann-Hollweg
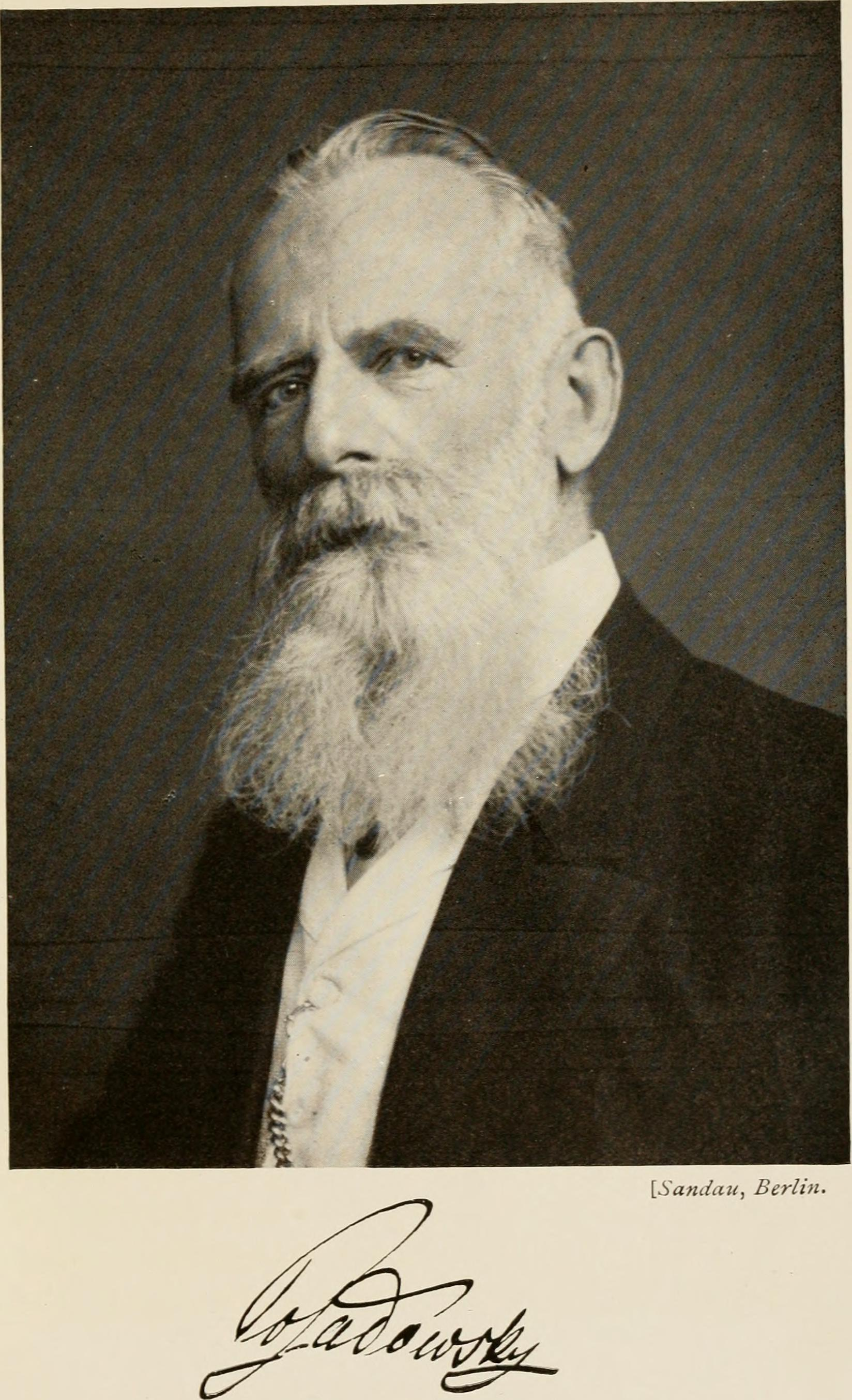
Reichsvizekanzler Arthur Graf von Posadowsky-Wehner
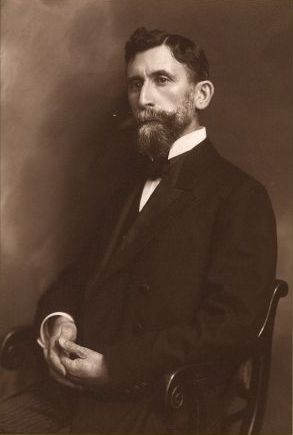
Hermann Dessau
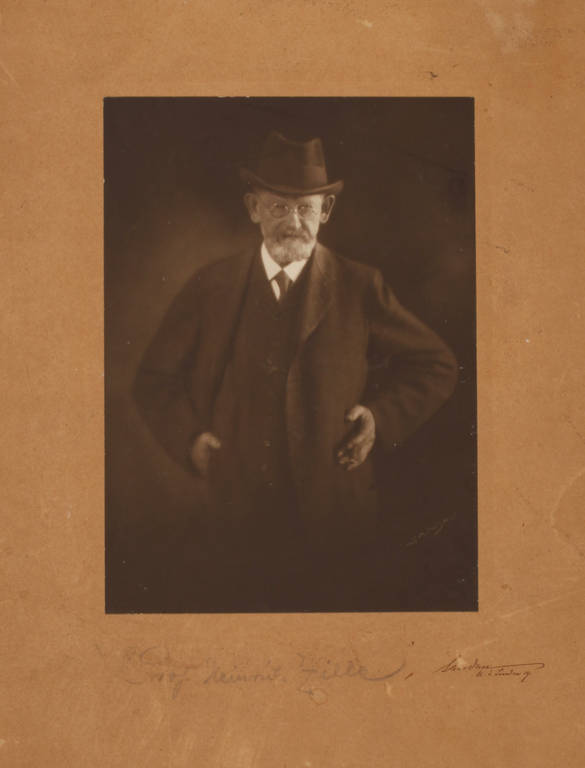
Heinrich Zille
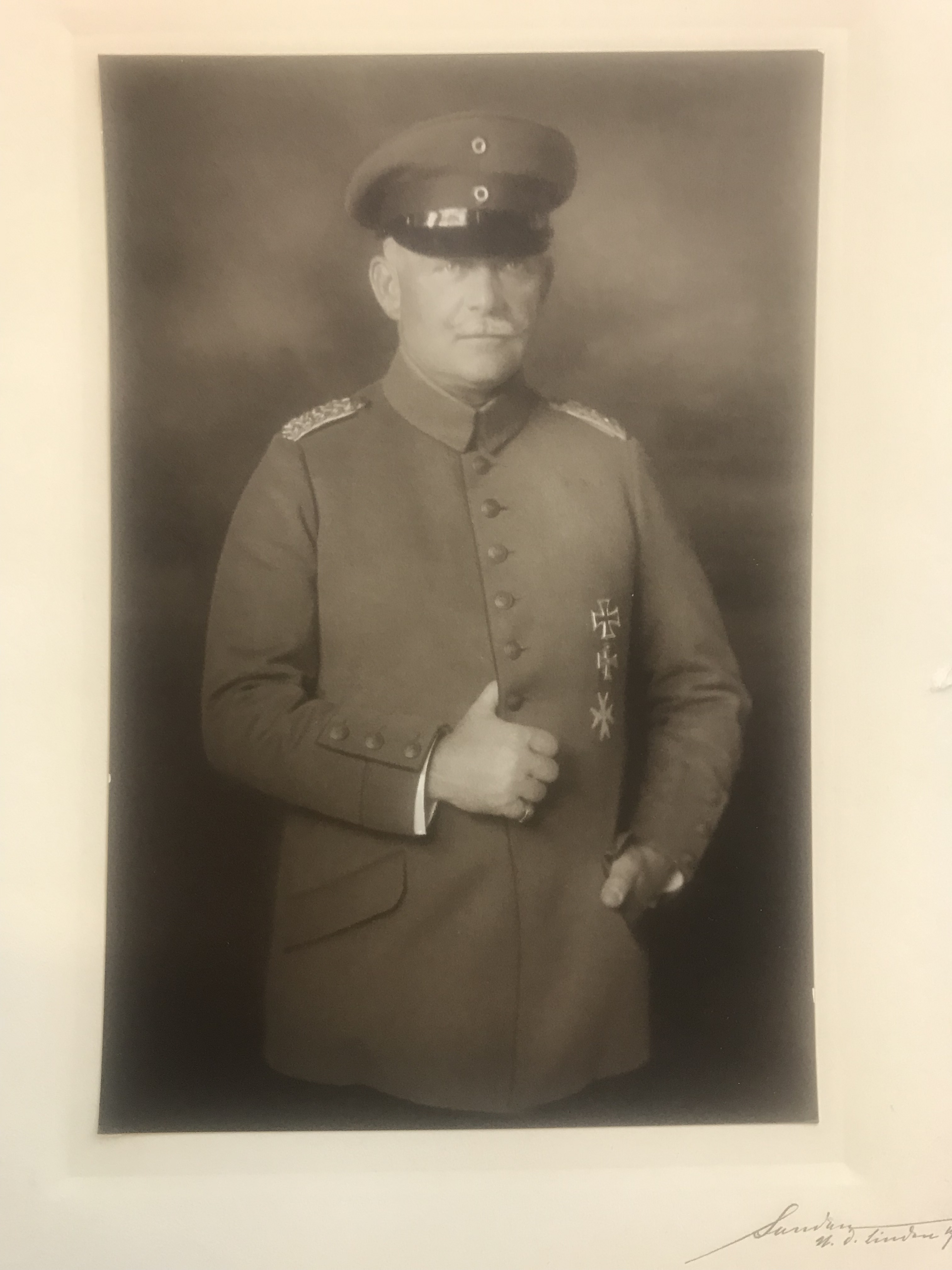
Oberst Alfred von Rauch
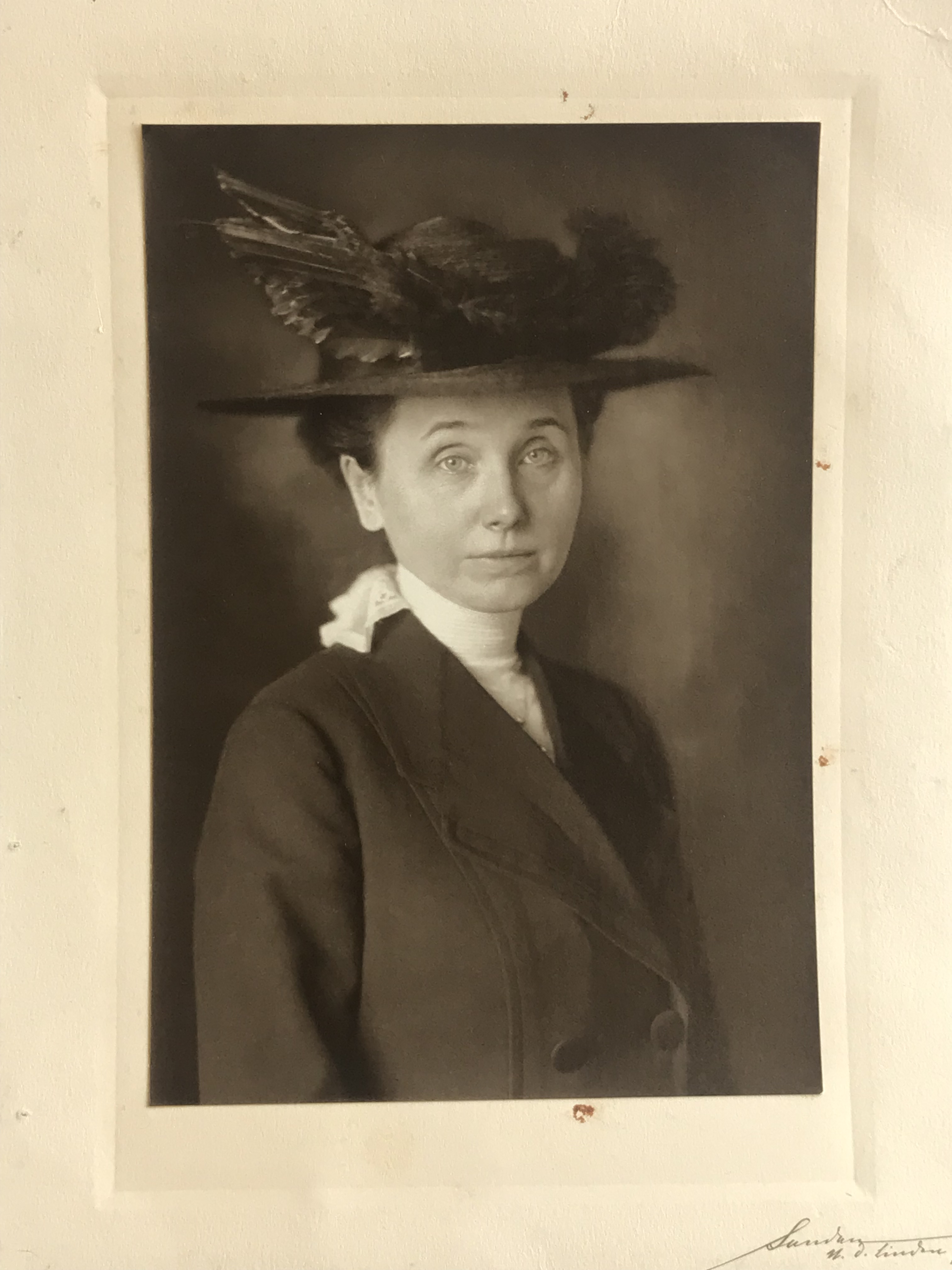
Elisabeth von Rauch, geborene von Bandel